# 中西忠司
中西 忠司（なかにし ただし   1973年（昭和48年） - ）は、TBSテレビ技術本部美術センター美術デザイン部所属のデザイナー兼美術プロデューサー。テレビ番組やイベント、舞台美術のセットデザイン、プランニングが主務。岐阜県高山市出身。岐阜県立斐太高等学校卒業。1997年に日本大学芸術学部インダストリアルデザイン科卒業後、TBSに入社。

## 主な作品

### 現在
レギュラー
- サンデーモーニング
- COUNT DOWN TV
  - CDTVライブ!ライブ!
  - CDTVサタデー
  - CDTV年越しSP LIVE
- 新・情報7DAYS ニュースキャスター
- A-Studio
- S☆1
- ライブB♪
- 水曜日のダウンタウン
- 炎の体育会TV

スペシャル
- オールスター感謝祭
- 史上空前!! 笑いの祭典 ザ・ドリームマッチ
- キングオブコント
- 緊急!公開大捜索SP
- 関口宏の東京フレンドパーク ドラマ大集合SP!!
- ザ・ベストワン

### 過去
- あきまへんで!
- 探険! ホムンクルス 〜脳と体のミステリー〜
- MLB主義
- SPO-LOVE2000
- 映像クラッシュAAA
- スポーツマン・夢オークション
- プロ野球 好珍プレー
- ぴーかんバディ!
- 新すぃ日本語
- 新すぃ○○!
- 人間!これでいいのだ
- ファイトTV24 ファイティング CDTV SPECIAL LIVE
- おはよう!グッデイ
- 選挙開票特別番組 票決!ライブ
- 乱!総選挙2005
- 乱!参議院選挙2007
- 乱!総選挙2009
- 緊急報道スペシャル！食糧危機～日本人が飢える日～
- TBSテレビ50周年 戦後60年特別企画 ヒロシマ
- 2002 FIFA World Cup Korea Japan
- 2006 FIFA World Cup Germany
- 2010 FIFA World Cup South Africa
- 2010 FIFA World Cup Brazil
- 世界陸上2001エドモントン大会
- 世界陸上2003パリ大会
- 世界陸上2005ヘルシンキ大会
- 世界陸上2007大阪大会
- 世界陸上2009ベルリン大会
- 世界陸上2011韓国テグ大会
- 世界陸上2013ロシアモスクワ大会
- IAAFゴールデンリーグ
- 筑紫哲也・安住紳一郎 NYテロ5年目の真実 〜ツインタワー崩壊からの生還〜
- 難病と闘う子供たち!私たちはこんな病気と闘っています（Part1〜Part4）
- 緊急特番！ピンタゴン
- CDTV10周年史上最強プレミアライブ!
- CDTVスペシャル!15周年プレミアライブ
- カリスマ白書 〜禁断の絶対タブー本人告白…
- カリスマ白書2
- 月光音楽団
- R-ゼロ
- M-LIVE
- 発表!日本有線大賞（第35回～第36回）
- 輝く!日本レコード大賞（第46回～第50回）
- EURO2008
- EURO2012
- 情報7days ニュースキャスター
- 情報7daysニュースキャスター B面
- バンクーバー冬季オリンピック2010
- ロンドンオリンピック2012
- ソチオリンピック2014
- NEWS23（2005.03〜2006.09、2006.09〜2008.03、2008.04〜2009.03）
- NEWS23スペシャル　熱論風発 韓国・李明博大統領があなたと直接対話
- NEWS23X
- NEWS23Xスペシャル 綾瀬はるか戦争を聞く～真珠湾に散った恋
- 紳助社長のプロデュース大作戦!
- ライブB♪
- THEス族〜体育会系超おバカ映像100連発 世界の最強超人SP!
- ロト6 スペシャルライブ This is 秋の音楽祭!
- たけしが鶴瓶に今年中に話しておきたい5〜6個のこと／其の弐／其の参／其の四
- 世界の超強運モッてるGP
- 世界はツナガリー!!
- ドラフト緊急生特番！お母さんありがとう 夢を追う母と子の壮絶人生
- もてもてナインティナイン
- 生と死を見つめてスペシャル
- 報道の日 2011 記憶と記録そして願い
- 報道の日 2012 テレビ60年あの時の真実～重大ニュース同時進行ドキュメント～
- 報道の日 2013
- 新春!鶴瓶生誕60周年 酒だ笑いだもって来い 大新年会スペシャル!!
- たけしの人体科学SP　人はなぜ老いるのか
- THEぶっちぎりTV
- 日本を襲う異常気象もう常識は通じない！都市災害から命を守る10の鉄則SP
- 大炎上生テレビ オレにも言わせろ！
- ネプの笑える超法則!!
- ネプの超法則!!
- 大炎上生テレビ オレにも言わせろ！
- 未解決事件公開捜査 犯人はそばにいるSP ライブTV情報最前線
- 犯人はあなたのそばにいる！TV公開生捜査～未解決事件を追え！！
- スゴ技連発！スポーツGENKAICHI武道会
- 2000万円落下クイズ!マネードロップ
- 大晦日スポーツ祭り！ KYOKUGEN 2012
- 年またぎスポーツ祭り！KYOKUGEN 2013
- 赤坂サカス 音×テラス～音と光のオ・モ・テ・ナ・シ～
- 緊急！池上彰と考える“巨大地震”…その時命を守るために
- 緊急！池上彰と考える"鳥インフルエンザ"迫りくる本当の危機！
- 緊急！池上彰と考える　巨大地震その時命を守るために2
- 緊急！池上彰と考える“借金大国ニッポン”消費税8％…どうなる年金！医療！激論SP
- 年収格差別お金バラエティ「ピラミッド」
- 生命38億年スペシャル　最新脳科学ミステリー“人間とは何だ…!?”
- はやチャン!
- あさチャン!
- 報道LIVE あさチャン!サタデー
- ナイナイのお見合い大作戦!
- クイズウォーズ
- WADAIの王国
- アジア大会2014韓国・仁川
- 世界バレー2014
- IHI STAGE AROUND TOKYO　記者発表
- Iアイ・アム・冒険少年
- ナイナイのウチの村で働きませんか？
- オクノテ
- すっぴんハウス～男子禁制！女の「素」見たいトークショー～
- 最強文化系コロシアム 天下一文道会
- ドッキリアワード2016
- 有吉弘行のドッ喜利王
- ドリーム東西ネタ合戦2016
- ハッピーあにま〜る
- ヒミツの恋バナナ
- 年収格差別！お金バラエティ ピラミッド
- マツコの知らない世界
- 7時にあいましょう
- ものづくり日本の奇跡
- REAL TOUGHNESS - G-Shock
- 芸人キャノンボール
- 芸能人は見た目が命!?
- 私の何がイケないの?
- 余談大賞
- 日本を今一度洗濯し候。
- さんま・玉緒のお年玉あんたの夢をかなえたろかスペシャル
- WADAIの王国
- 結婚したら人生劇変!○○の妻たち
- Yeahhh!
- 芸能人本気バレエ！密着200日…白鳥の湖を踊りたい！SP
- TBSもさんまも60歳　伝説のドラマ＆バラエティー全部見せます！夢共演も大連発SP
- 生命38億年スペシャル 人間とは何だ
- 生と死を見つめて
- アリよりのアリ〜理想の男女をビジュアル化〜
- 中居くん決めて!

## 主な受賞歴
新国立劇場で行われた、輝く!日本レコード大賞2004で、第32回 伊藤熹朔賞本賞受賞